# CardDAV
vCard Extensions to WebDAV (CardDAV) ist ein  Client-Server-Protokoll für Adressbücher, um eine Speicherung und Freigabe von Kontaktdaten auf einem Server zu ermöglichen.
Das Protokoll wurde von der IETF entwickelt und als RFC 6352 im August 2011 veröffentlicht. CardDAV baut auf WebDAV auf, welches wiederum HTTP unterzuordnen ist und speichert die Kontaktdaten in Form von vCards.

## Geschichte
CardDAV wurde als offener Standard zur Kontaktverwaltung im August 2011 vorgeschlagen. Bekannt geworden ist er unter anderem als Synchronisationsprotokoll in iOS 7. Mittlerweile wird CardDAV auch von Gmail unterstützt und löst dort den nicht mehr unterstützten Standard ActiveSync ab.
Im Oktober 2013 erhielt der Standard ein Update, mit dem es möglich wurde, hochauflösendere Kontaktbilder zu erfassen und einen geringeren Datenverbrauch zu erzielen.

## Spezifikation
CardDAV wurde 2011 von Cyrus Daboo als offener Standard vorgeschlagen, um die Synchronisation von Kontakten zu erleichtern. Als zentrale Funktionen wurden im RFC sieben Punkte genannt, darunter
- die Fähigkeit, mehrere hierarchische Adressbücher zu verwalten,
- diese Adressbücher mithilfe von Access Control Lists vor unerlaubtem Zugriff zu schützen,
- Kontakte serverseitig zu suchen und
- dank XML eine Internationalisierung zu vereinfachen.[1]

Der Standard respektiert durch die Wahl des WebDAV-Protokolls auch mobile Geräte, da diese meist nur einen HTTP-Stack installiert haben.

## Implementierungen

### Serverseitig
Die folgenden Produkte implementieren den serverseitigen Teil des CardDAV-Protokolls:
- Apple Kontakte-Server.
- Baikal ist ein ressourcenfreundlicher CardDAV-Server.[4]
- CommuniGate Pro unterstützt CardDAV-Protokoll.[5]
- DAViCal unterstützt CardDAV seit Version 0.9.9.2
- Gmail und Google-Kontakte erlauben Zugriff auf das Nutzer-Adressbuch mittels CardDAV.[6]
- Group-Office, eine open-source Groupware und CRM-Applikation
- Horde Groupware, eine web-basierte Groupware-Lösung mit CalDAV- und CardDAV-Support.[7]
- Kerio Connect: E-Mail-Server
- Mailfence unterstützt das CardDAV-Protokoll.[8]
- MDaemon: E-Mail-Server
- Meishi, ein eigenständiger, Ruby-on-Rails-basierter CardDAV-Server[9]
- Nextcloud unterstützt das CardDAV-Protokoll seit der ersten Version.
- ownCloud unterstützt das CardDAV-Protokoll seit Version 2.0.
- Radicale[10]
- Runbox 7[11]
- SabreDAV, ein WebDAV Framework für PHP, unterstützt CardDAV seit Version 1.5.[12]
- SOGo unterstützt CardDAV-Zugriff zu Adressbüchern.[13]
- Zimbra 6 erlaubt Zugriff zu Adressbüchern mittels CardDAV.[14]
- Synology DSM 6.0 unterstützt CardDAV.[15]
- Xandikos ist ein ressourcenfreundlicher CalDAV/CardDAV-Server.[16]

### Clientseitig
Die folgenden Produkte implementieren den clientseitigen Teil des CardDAV-Protokolls:
- iPhone
- Mozilla Thunderbird: E-Mail-Client

### Beispielanfrage
Um einen Kontakt zu erstellen, wird ein PUT-Request gesendet. Die Spezifikation ist besonders an HTTP und vCard angelehnt. Hier ein Beispiel eines solchen Requests, wie er im RFC-Standard vorzufinden ist:
Anfrage:
```
PUT /lisa/addressbook/newvcard.vcf HTTP/1.1
If-None-Match: *
Host: addressbook.example.com
Content-Type: text/vcard
Content-Length: xxx

BEGIN:VCARD
VERSION:3.0
FN:Cyrus Daboo
N:Daboo;Cyrus
ADR;TYPE=POSTAL:;2822 Email HQ;Suite 2821;RFCVille;PA;15213;USA
EMAIL;TYPE=INTERNET,PREF:cyrus@example.com
NICKNAME:me
NOTE:Example VCard.
ORG:Self Employed
TEL;TYPE=WORK,VOICE:412 605 0499
TEL;TYPE=FAX:412 605 0705
URL:http://www.example.com
UID:1234-5678-9000-1
END:VCARD

```

Antwort:
```
HTTP/1.1 201 Created

Date: Thu, 02 Sep 2004 16:53:32 GMT
Content-Length: 0
ETag: "123456789-000-111"

```